# Torneiros (Porriño)
Torneiros (oficialmente San Salvador de Torneiros) es una parroquia española del municipio de Porriño, perteneciente a la provincia de Pontevedra, en la comunidad autónoma de Galicia. En 2022, tenía empadronados 3989 habitantes.